# Westonbirt with Lasborough
Westonbirt with Lasborough é uma paróquia e aldeia do distrito de Cotswold, no condado de Gloucestershire, na Inglaterra. De acordo com o Censo de 2011, tinha 190 habitantes. Tem uma área de 10,42 km².